# 南蔵院 (練馬区)
南蔵院（なんぞういん）は、東京都練馬区中村にある真言宗豊山派の寺院。正式には瑠璃光山 南蔵院 医王寺（るりこうざん なんぞういん いおうじ）である。

## 概要
本尊は薬師如来。開基は不明であるが、1357年（延文2年）、良弁僧都（良弁僧正とは別人）が中興したと伝えられ、12石8斗の御朱印領を拝領していた。江戸時代にはこの寺で万病に効くと言われる「白龍丸」を頒布し、1877年（明治10年）に売薬法で禁止されるまで「南蔵院の投げ込み」として全国に広まっていたとされる。御府内八十八箇所霊場15番札所、豊島八十八箇所霊場15番札所。近隣では門前を南北に走る「南蔵院通り」で知られる。

## 境内

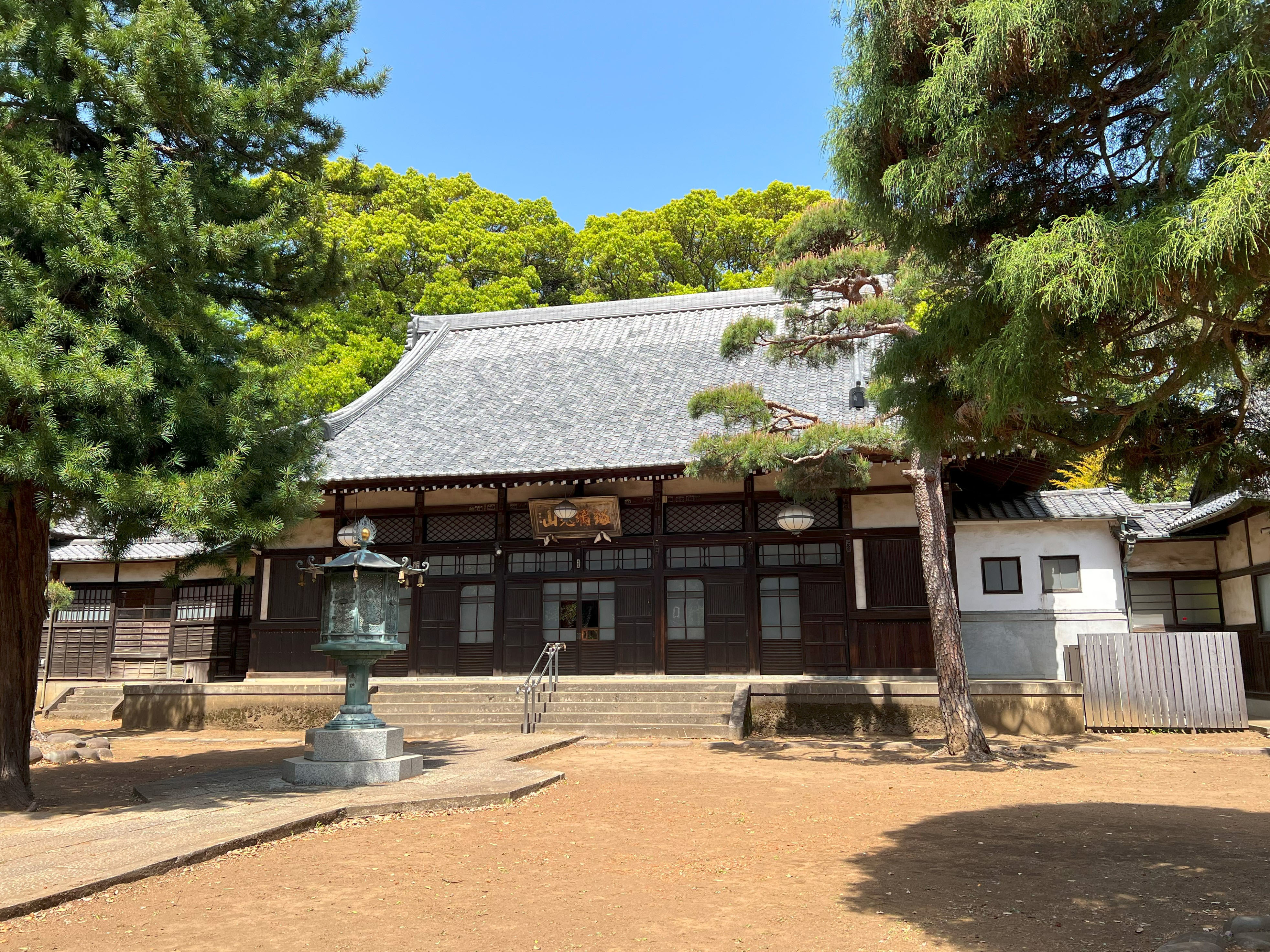
本堂
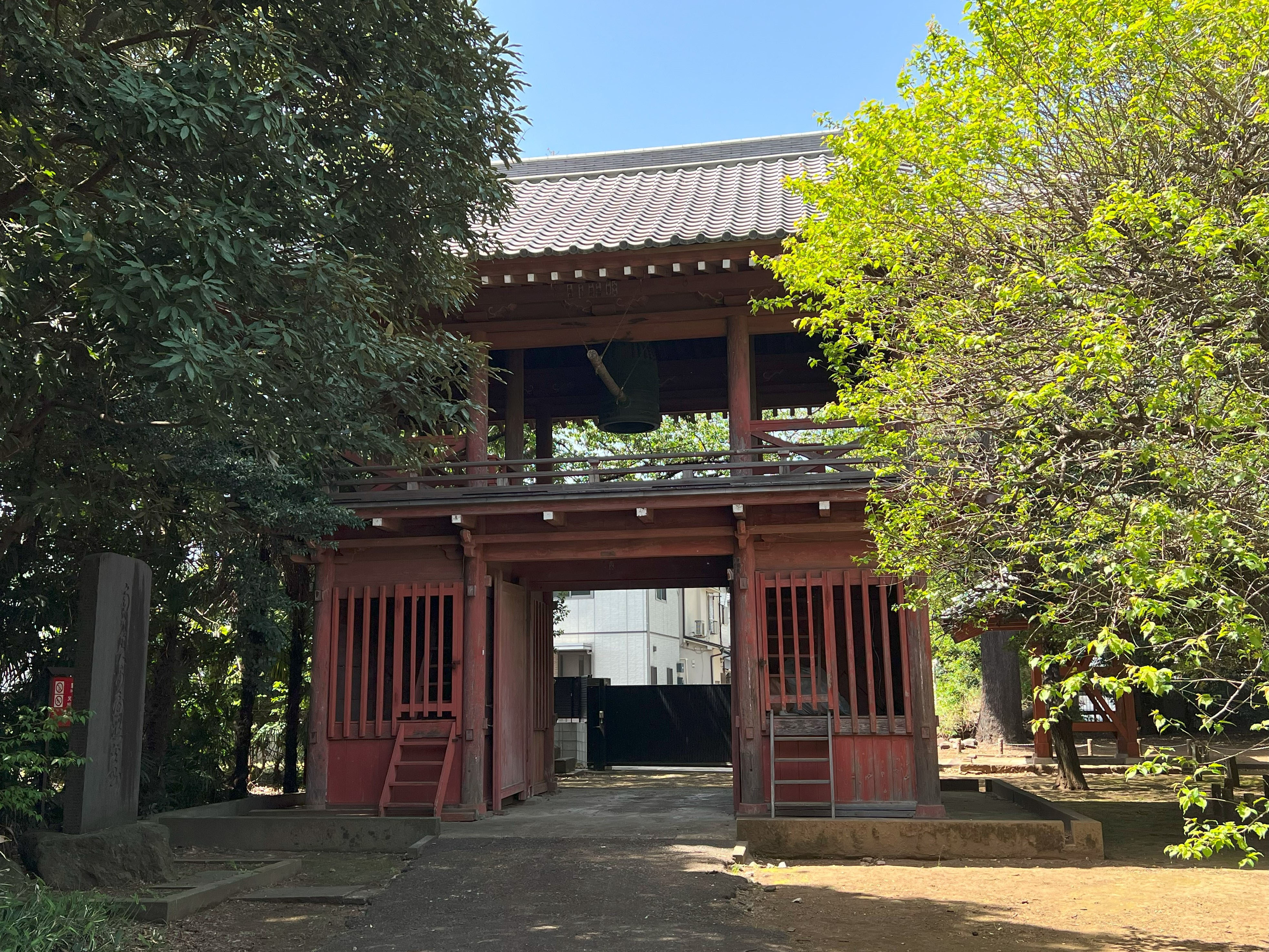
鐘楼門

- 長屋門
- 鐘楼門（練馬区指定文化財）
- 薬師堂
- 閻魔堂
- 不動堂
- 仁王像
- 日川地蔵

- 本堂
- 鐘楼門

## 交通
- 西武池袋線練馬駅・中村橋駅より徒歩10分。
- 中野駅北口・練馬駅より京王バス 中92系統「南蔵院」停留所下車。

## 関連文献
- 「中村 南蔵院」『新編武蔵風土記稿』 巻ノ13豊島郡ノ5、内務省地理局、1884年6月。NDLJP:763977/40。